# Down to Earth (album, Ozzy Osbourne)
Down to Earth je osmé studiové album anglického zpěváka Ozzyho Osbournea z roku 2001. Nahráváno bylo během roku 2001 v Los Angeles a jeho producentem byl Tim Palmer. V žebříčku UK Albums Chart se umístilo na devatenácté příčce a v Billboard 200 až na čtvrté.

## Seznam skladeb
| Pořadí | Název               | Autor                                              | Délka |
| ------ | ------------------- | -------------------------------------------------- | ----- |
| 1.     | Gets Me Through     | Ozzy Osbourne, Tim Palmer                          | 5:04  |
| 2.     | Facing Hell         | Osbourne, Palmer, Scott Humphrey, Geoff Nicholls   | 4:25  |
| 3.     | Dreamer             | Osbourne, Marti Frederiksen, Mick Jones            | 4:44  |
| 4.     | No Easy Way Out     | Osbourne, Palmer                                   | 5:06  |
| 5.     | That I Never Had    | Osbourne, Frederiksen, Joe Holmes, Robert Trujillo | 4:23  |
| 6.     | You Know…(Part 1)   | Osbourne, Palmer                                   | 1:06  |
| 7.     | Junkie              | Osbourne, Frederiksen, Holmes, Trujillo            | 4:28  |
| 8.     | Running Out of Time | Osbourne, Frederiksen, Jones                       | 5:05  |
| 9.     | Black Illusion      | Osbourne, Palmer, Nicholls, Andy Sturmer           | 4:21  |
| 10.    | Alive               | Osbourne, Danny Saber                              | 4:54  |
| 11.    | Can You Hear Them?  | Osbourne, Frederiksen, Holmes, Trujillo            | 4:58  |

## Obsazení
- Ozzy Osbourne – zpěv
- Zakk Wylde – kytara
- Robert Trujillo – baskytara
- Mike Bordin – bicí
- Tim Palmer – kytara, klávesy, bicí, doprovodné vokály
- Michael Railo – klávesy, aranžmá smyčců, doprovodné vokály
- Danny Saber – kytara